# Puchar Ameryki Północnej w narciarstwie alpejskim 2015/2016
Sezon 2015/2016 Pucharu Ameryki Północnej w narciarstwie alpejskim rozpoczął się rywalizacją kobiet 24 listopada 2015 roku, mężczyźni zaczęli 2 dni później. Tegoroczna edycja Pucharu rozpoczęła się w amerykańskim Jackson. Ostatnie zawody z tego cyklu zostały rozegrane 21 marca 2016 roku u kobiet i 20 marca 2016 roku u mężczyzn w amerykańskim Vail Resort. Odbyło się po 26 startów dla kobiet i dla mężczyzn.

## Puchar Ameryki Północnej w narciarstwie alpejskim kobiet
Wśród kobiet pucharu Ameryki Północnej z sezonu 2014/2015 broniła Kanadyjka Candace Crawford. Tym razem najlepsza okazała się Amerykanka Megan McJames.
W poszczególnych klasyfikacjach triumfowały:
- zjazd:  Breezy Johnson
- slalom:  Lila Lapanja
- gigant:  Megan McJames
- supergigant:  Anna Marno
- superkombinacja:  Megan McJames

## Puchar Ameryki Północnej w narciarstwie alpejskim mężczyzn
Wśród mężczyzn pucharu Ameryki Północnej z sezonu 2014/2015 bronił Amerykanin Michael Ankeny. Tym razem najlepszy okazał się Kanadyjczyk Erik Read.
W poszczególnych klasyfikacjach triumfowali:
- zjazd:  Jeffrey Frisch
- slalom:  Erik Read
- gigant:  Brennan Rubie
- supergigant:  Erik Arvidsson
- superkombinacja:  Erik Arvidsson